# Promediano
Promediano es una localidad del municipio burgalés de Valle de Tobalina, en la Comunidad Autónoma de Castilla y León (España). 

## Localidades limítrofes
Confina con las siguientes localidades:
- Al noreste con Herrán.
- Al sureste con Pajares.
- Al sur con Gabanes.
- Al suroeste con Quintana Martín Galíndez.
- Al oeste con Leciñana de Tobalina.
- Al noroeste con Ranedo.

## Demografía
Evolución de la población
| Gráfica de evolución demográfica de Promediano entre 2000 y 2017   |
|                                                                    |
| Población de derecho (2000-2017) según el padrón municipal del INE |

## Historia
Así se describe a Promediano en el tomo XIII del Diccionario geográfico-estadístico-histórico de España y sus posesiones de Ultramar, obra impulsada por Pascual Madoz a mediados del siglo XIX:

Barrio de Ranedo en la provincia de Burgos, partido judicial de Villarcayo. Tiene una ermita (San Bartolomé) que se elevó a iglesia hace como un siglo, por haber perecido un niño subiéndole a bautizar a la matriz. Para lo demás (V. el mencionado Ranedo).
Diccionario geográfico-estadístico-histórico de España y sus posesiones de Ultramar